# Atelocauda
Atelocauda är ett släkte av svampar. Atelocauda ingår i familjen Pileolariaceae, ordningen Pucciniales, klassen Pucciniomycetes, divisionen basidiesvampar och riket svampar.
|            | Pileolaria                                                                    |
|            |                                                                               |
|            | Uromycladium                                                                  |
|            |                                                                               |
| Atelocauda | \| \| Atelocauda incrustans \| \| \| \| \| \| Atelocauda shivasii \| \| \| \| |
|            | \| \| Atelocauda incrustans \| \| \| \| \| \| Atelocauda shivasii \| \| \| \| |
|            | Skierka                                                                       |
|            |                                                                               |
|            | Atelocauda incrustans                                                         |
|            |                                                                               |
|            | Atelocauda shivasii                                                           |
|            |                                                                               |

|  | Atelocauda incrustans |
|  |                       |
|  | Atelocauda shivasii   |
|  |                       |